# 利勃海尔

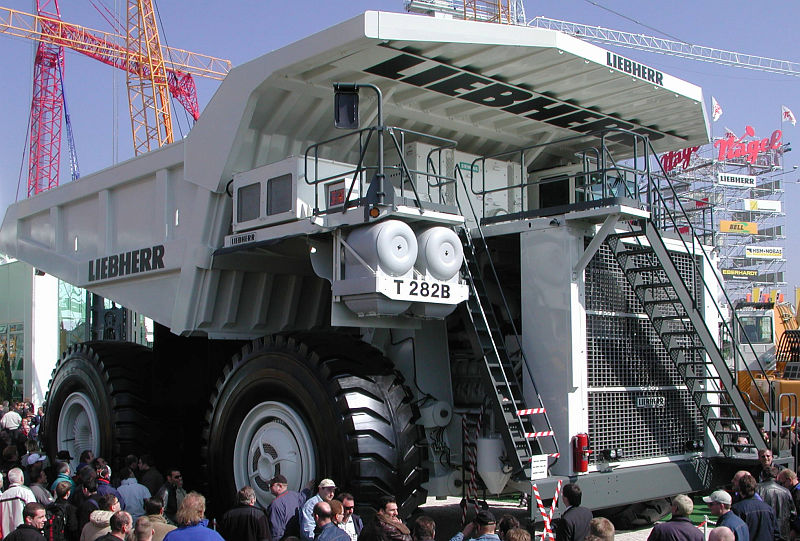
利勃海尔T282自卸式卡车

利勃海尔（德語：Liebherr，發音：[ˈliːphɛʁ]）是一家总部位于瑞士的公司，由汉斯·利布赫尔于1949年创建于德国的伊勒河畔基希多夫，其主要产品包括起重机、大型采矿及挖掘设备、大型载重车、飞机零件和家用电器，是全球最大的移動式起重機和履帶式起重機製造商。
利勃海尔还是空中巴士公司的主要供应商。

## 歷史
利勃海尔前身是由汉斯·利布赫尔於1949年，在德國南部城市伊勒河畔基希多夫创建的家族企业。该公司靠塔式起重机起家，原先是生產大型工程起重機，其後擴充產品線，生產項目計有裝載機、挖土機、家用冰箱以至飛機引擎，已成为世界领先的建筑机械制造商之一。旗下各产品的生产和销售，一般归属于按产品大类设立的集团领导。

## 产品
利勃海尔所生产的“LR”系列桁架臂履带吊最大起重量已达到3000吨（LR 13000），“LTM”系列伸缩臂全地形吊車最大起重量也已达到了1200吨（LTM 11200） 其次為750吨(LTM1750)，其中LTM系列中最成功的一款車型為LIEBHERR LTM1500-8.1，在1998年的BAUMA展覽中首次亮相至今，已在全球賣出超過500台LTM1500-8.1，其中第500台LTM1500於2016年3月23日交車給德國起重工程公司「Riga Mainz」，車上印上許多500的字樣表示紀念。起重能力500頓級和競爭對手DEMAG的AC500同等級，目前LTM1500已停產並由LTM1650接替。
作為最新的車款的LTM1650-8.1,其最大起重能力為650頓，設計目的以彌補LTM1500-8.1的500頓以上物件的起重能力不足和LTM1750-9.1對於500頓以上至650頓物品的起重能力過剩的中間車款
LTM系列在2014年是提出新設計，跟以往的吊車不同點在於，舊型的吊車為底盤和吊臂捲揚機分別為兩具不同的引擎驅動，但在LTM1300-6.2上,LIEBHERR提出了一個全新的設計，將底盤的引擎利用動力分導器提供動能給吊臂和捲揚機，這套系統能讓吊車減少不少重量，同時也能減少空氣污染，並且全車也搭載「Eco Mode」節能模式，在待機時會降低引擎功率以減少燃油消耗和減少廢氣
LIEBHERR的吊車皆配備「LICCON」這套起重能力計算系統，目前最新款為2021年發表的「LICCON 3」。
LIEBHERR也為了配合日本的道路載重政策，而專門為日本開發了特規版本，在車體設計上多了快拆功能，以及命名上也有所不同，例如LTM1500，因為日本法規規定和驗車上是驗80%（德國是75%）的起重能力，因此必須寫出最大起重能力，而LIEBHERR在車輛命名上會保留50噸的安全起重能力以確保吊車起吊時不會超重，因此1500真正的起重能力是1550噸但命名爲1500，但為因應日本法規要求因此LTM1500日規版被命名為「LTM-1550NX」，除開LTM11200和LTM1800......等少部分車款以外的其他車款皆是這樣命名。

## 画廊

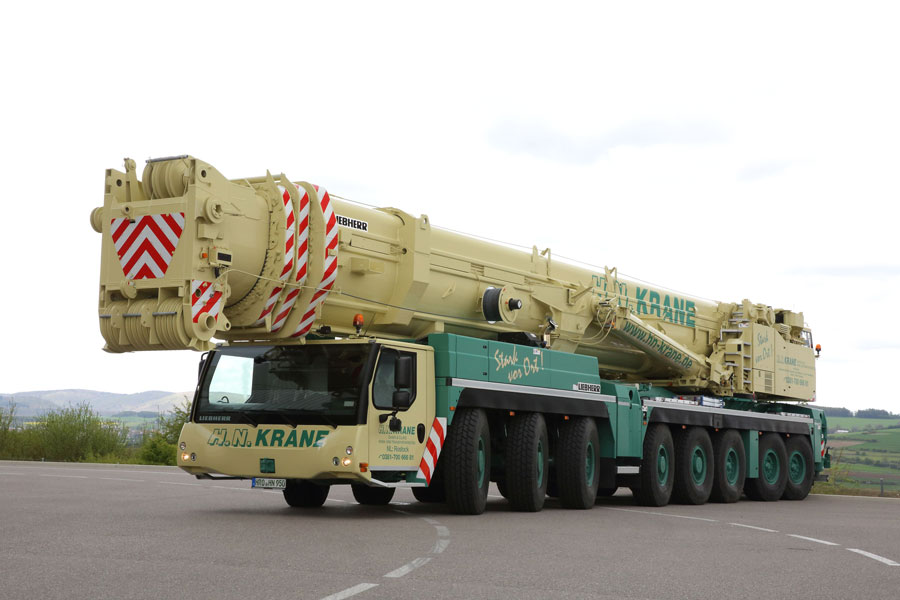
德國吊車公司「H.N Krane」 的LTM 1500-8.1
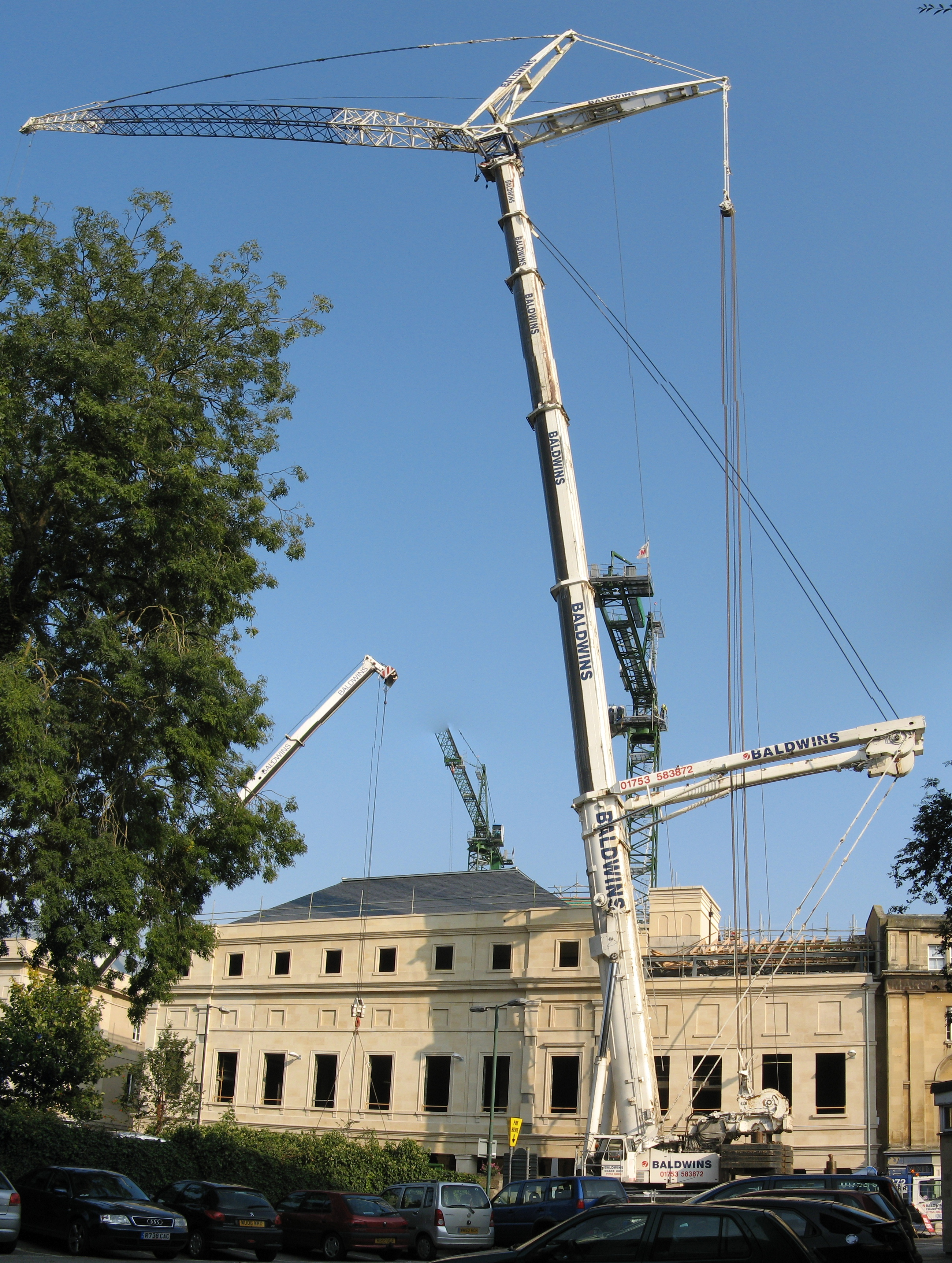
英國吊車公司「Baldwin crane hire」的LTM 1500-8.1搭配人字臂施工中
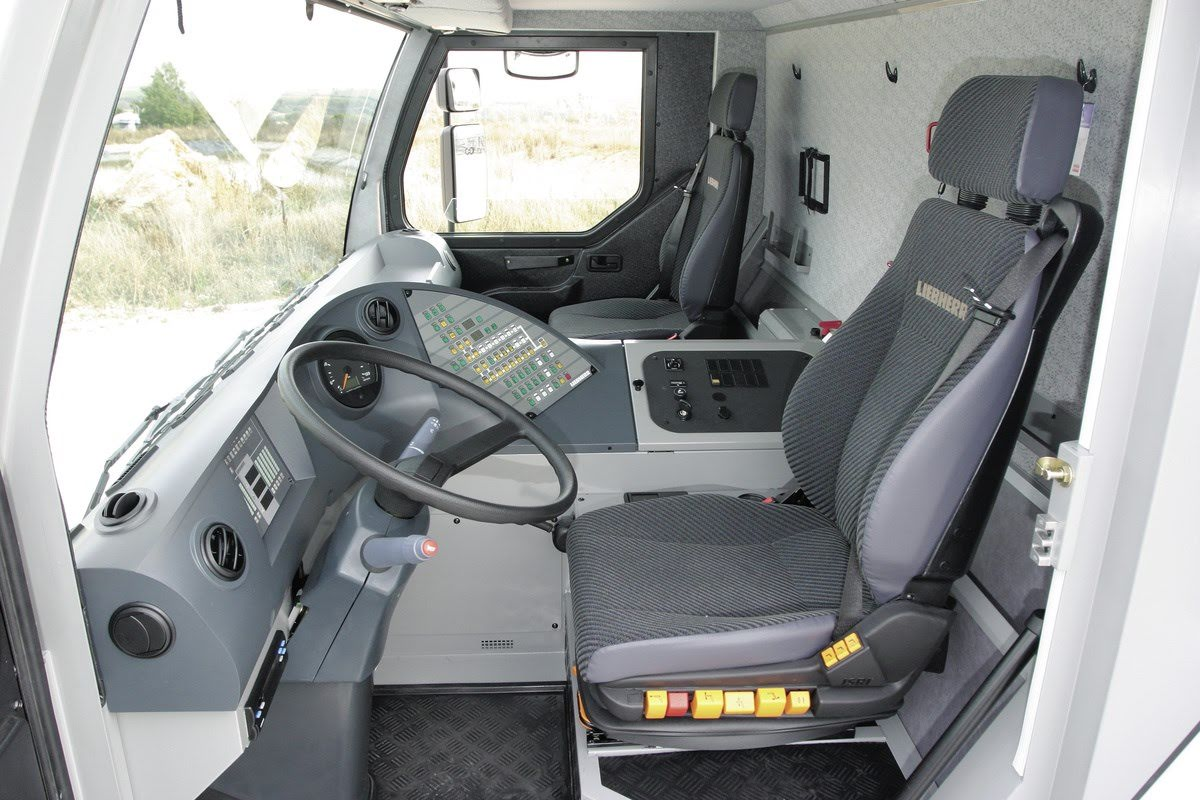
LTM 1500-8.1的底盤駕駛艙
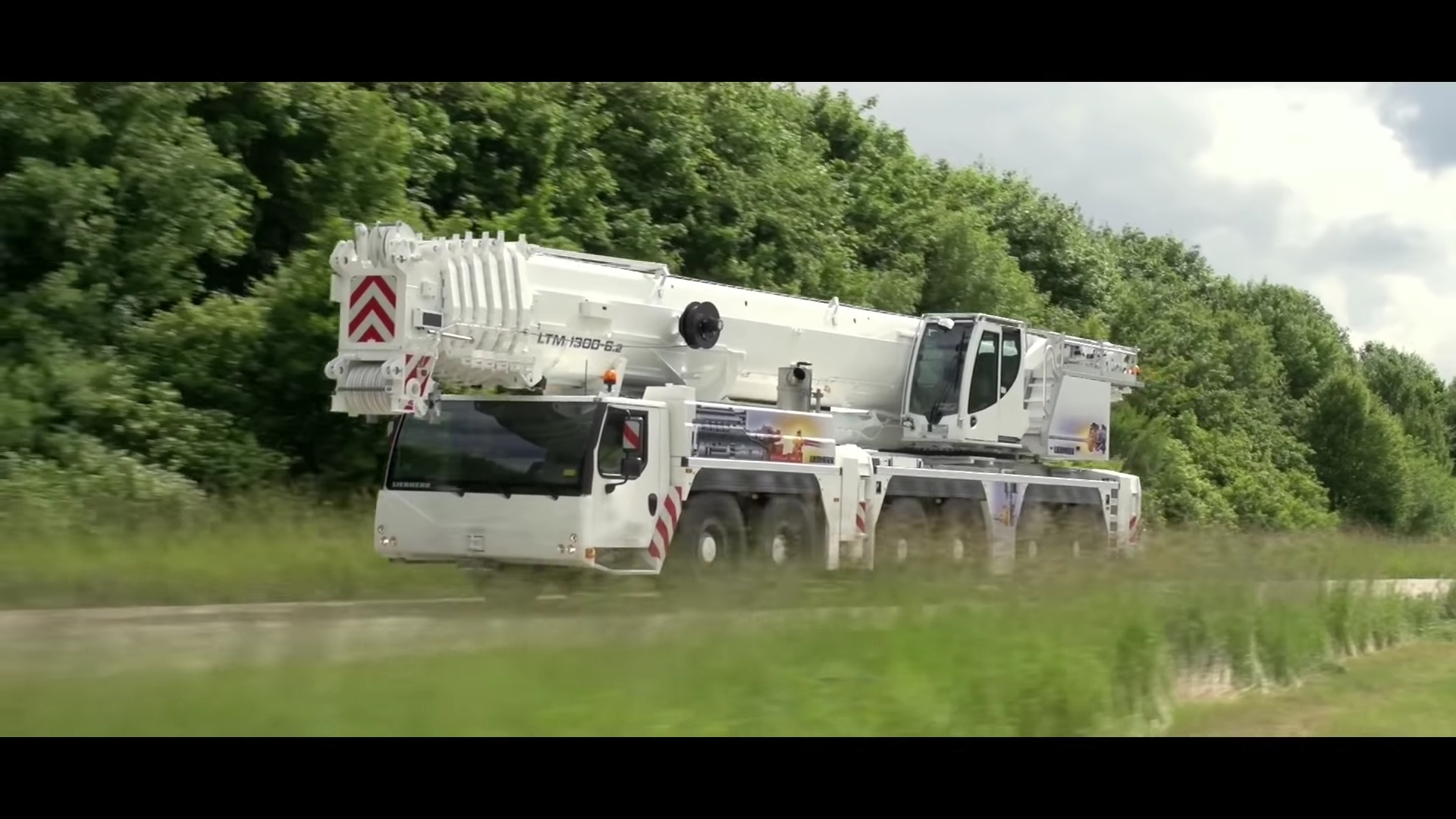
LIEBHERR LTM1300-6.2的原型車
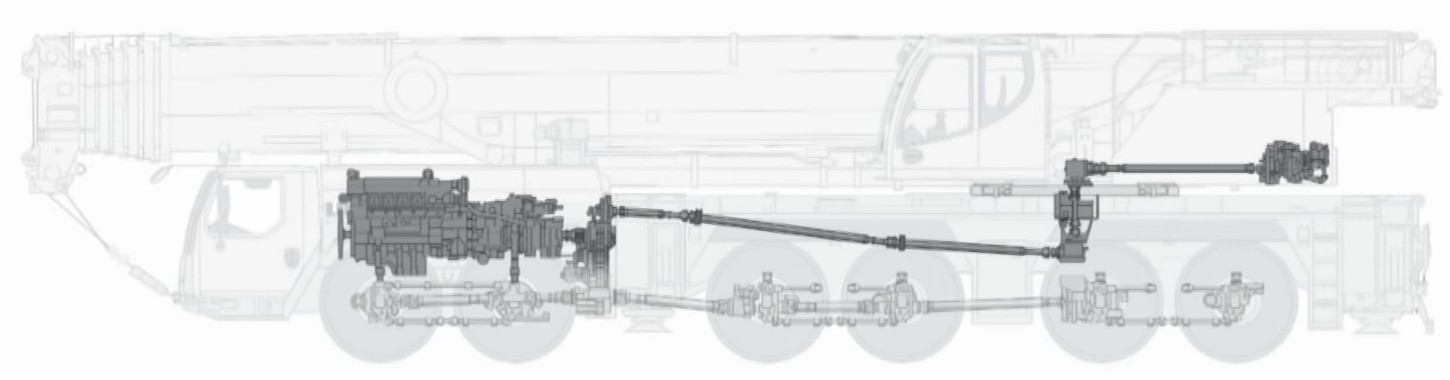
LTM1300-6.2利用動力分導器作動的設計圖
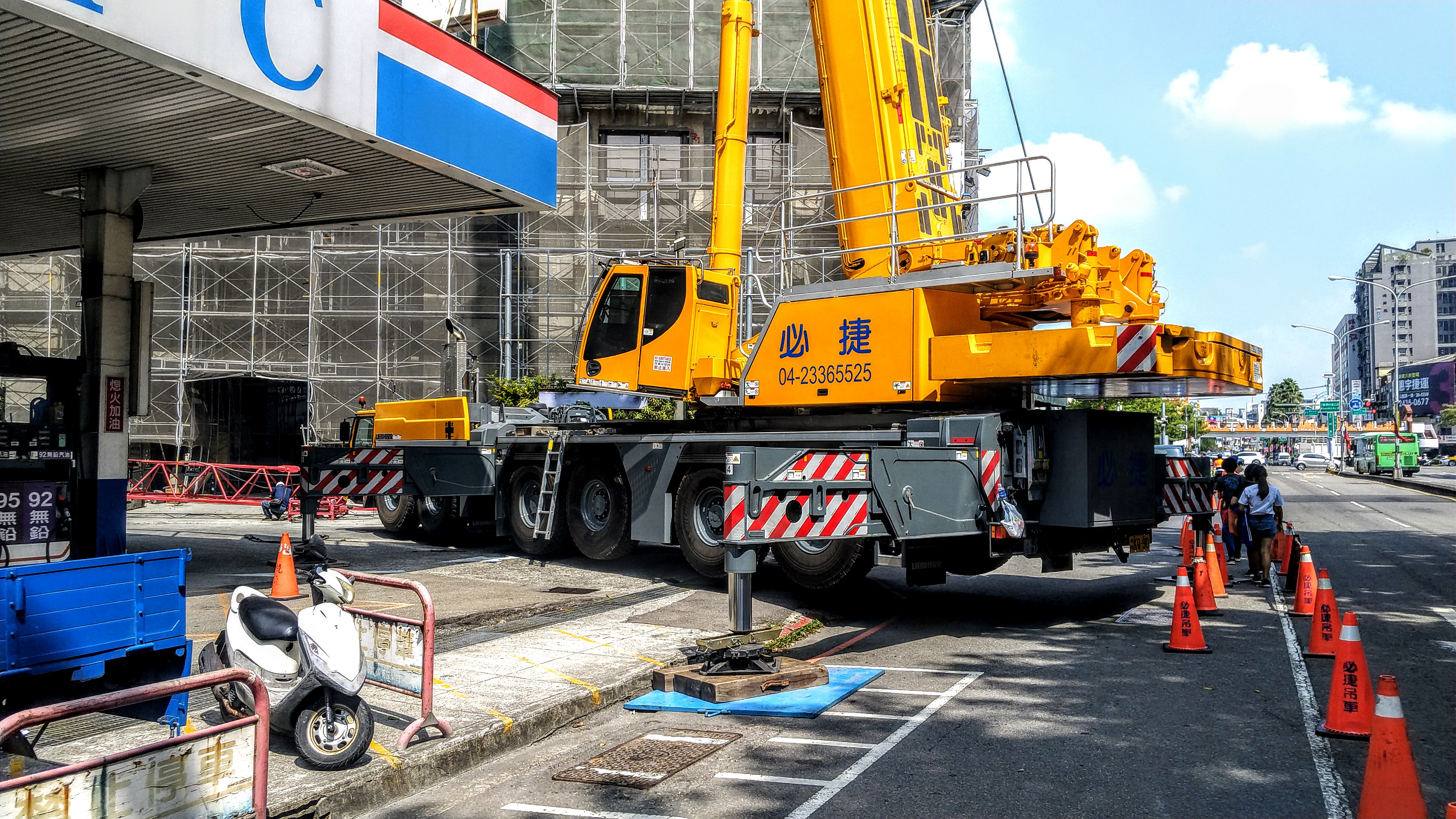
台灣必捷吊車有限公司的LTM1300-6.2
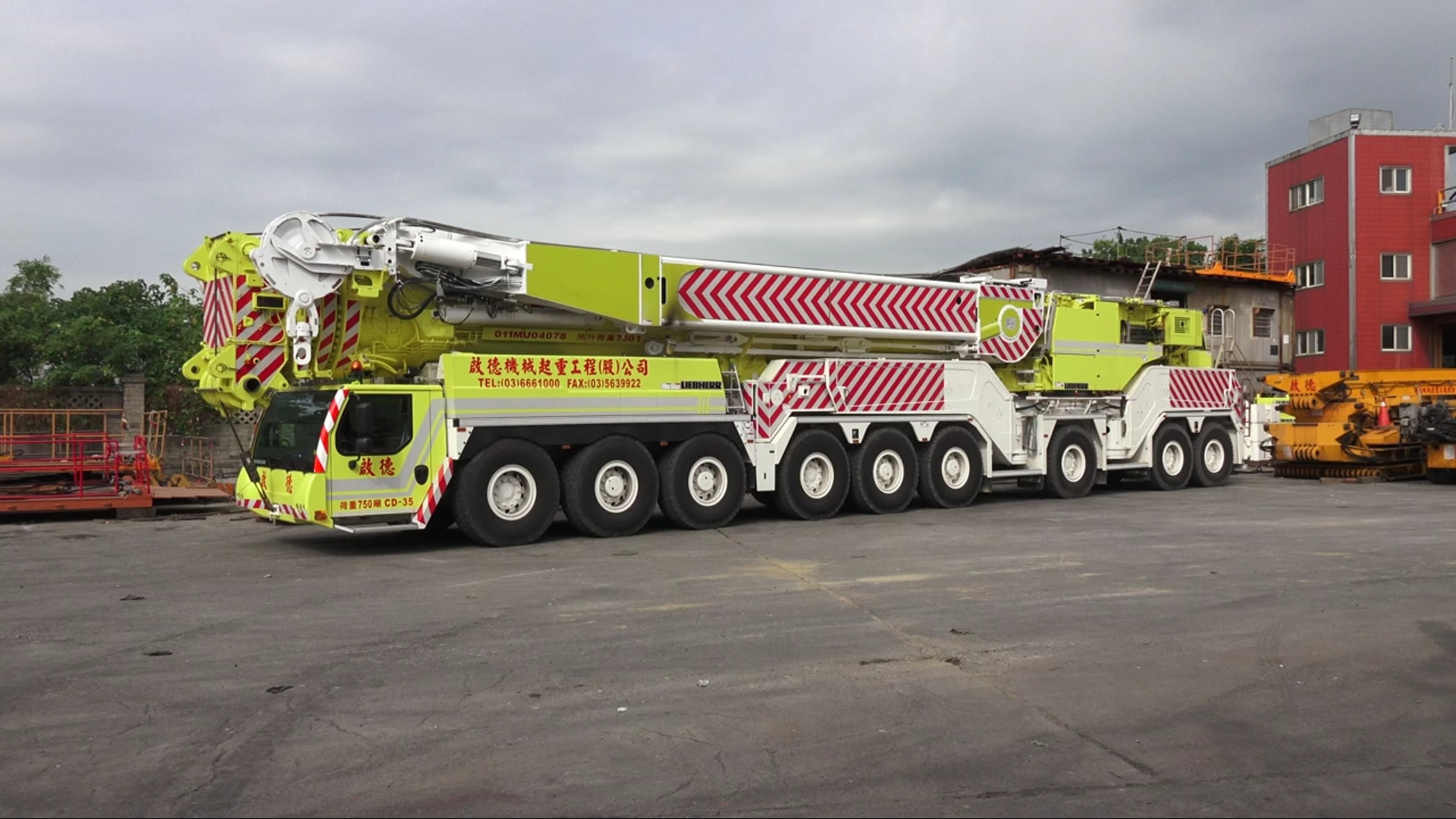
台灣啟德機械起重工程股份有限公司的LTM1750-9.1
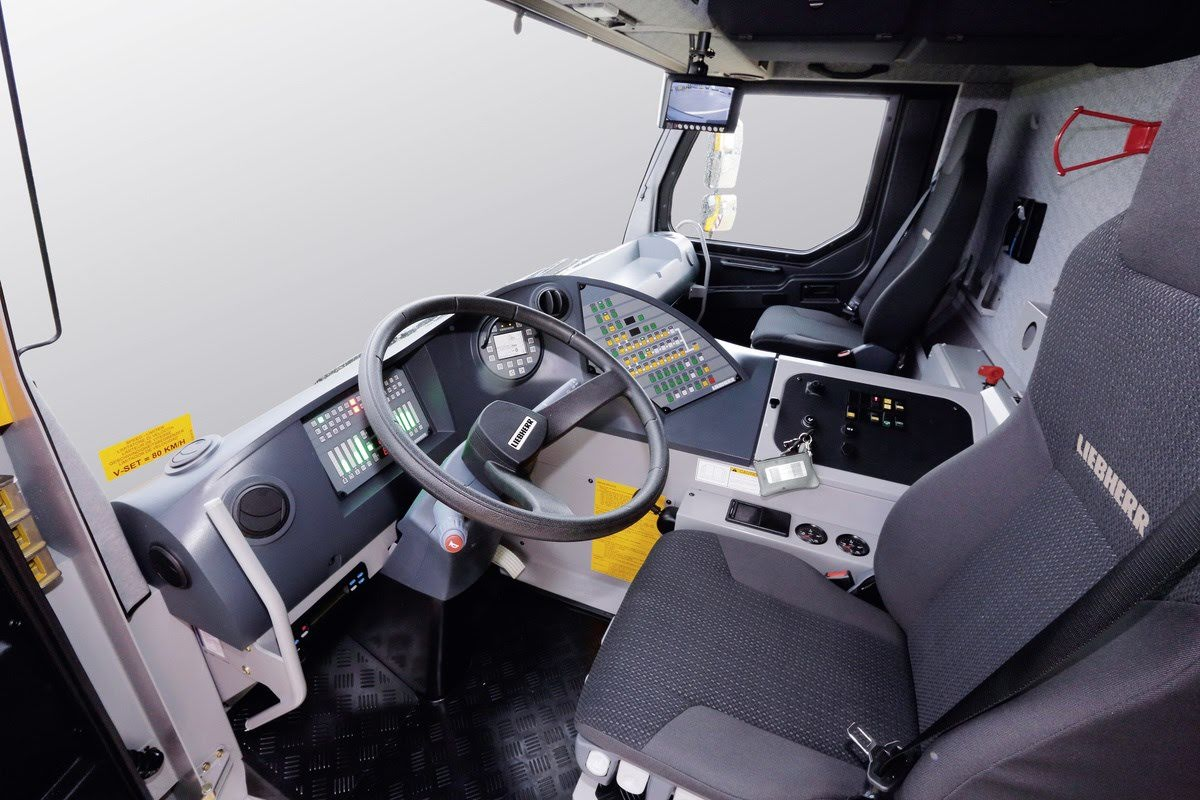
LTM 1750-9.1的底盤駕駛艙
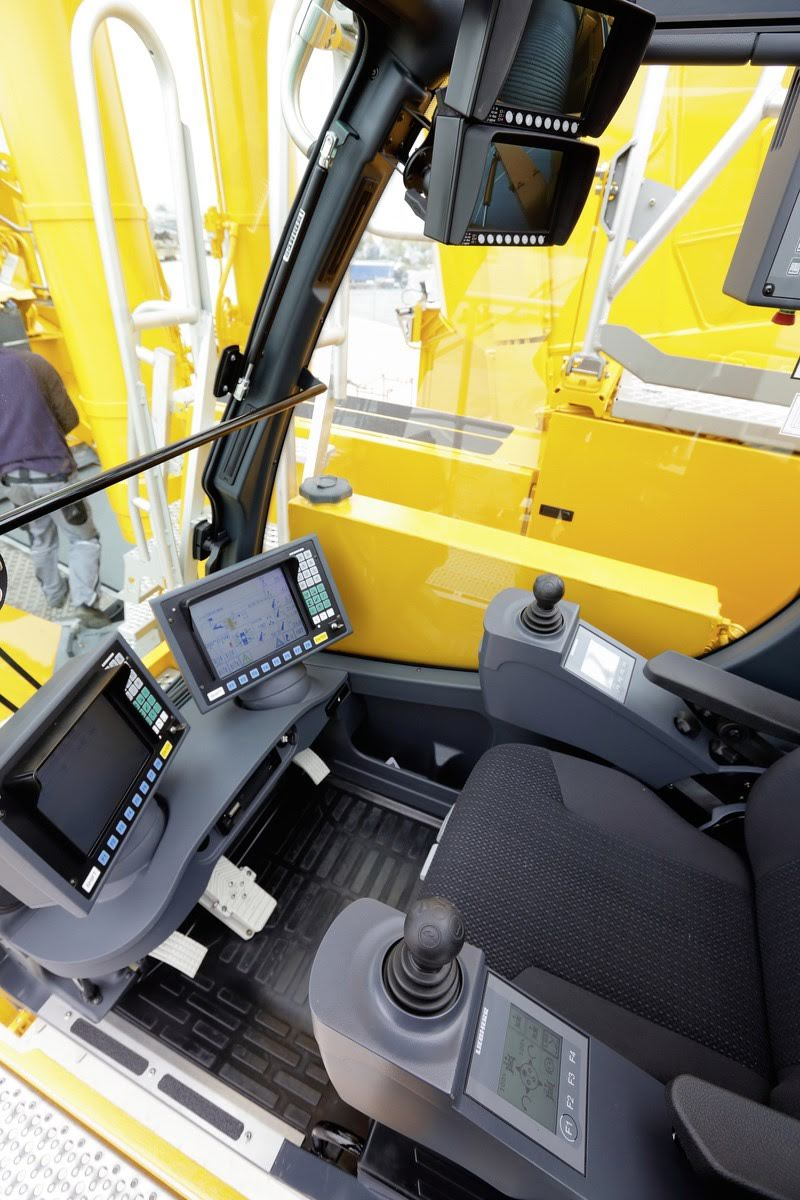
Ltm1750-9.1的吊臂駕駛艙
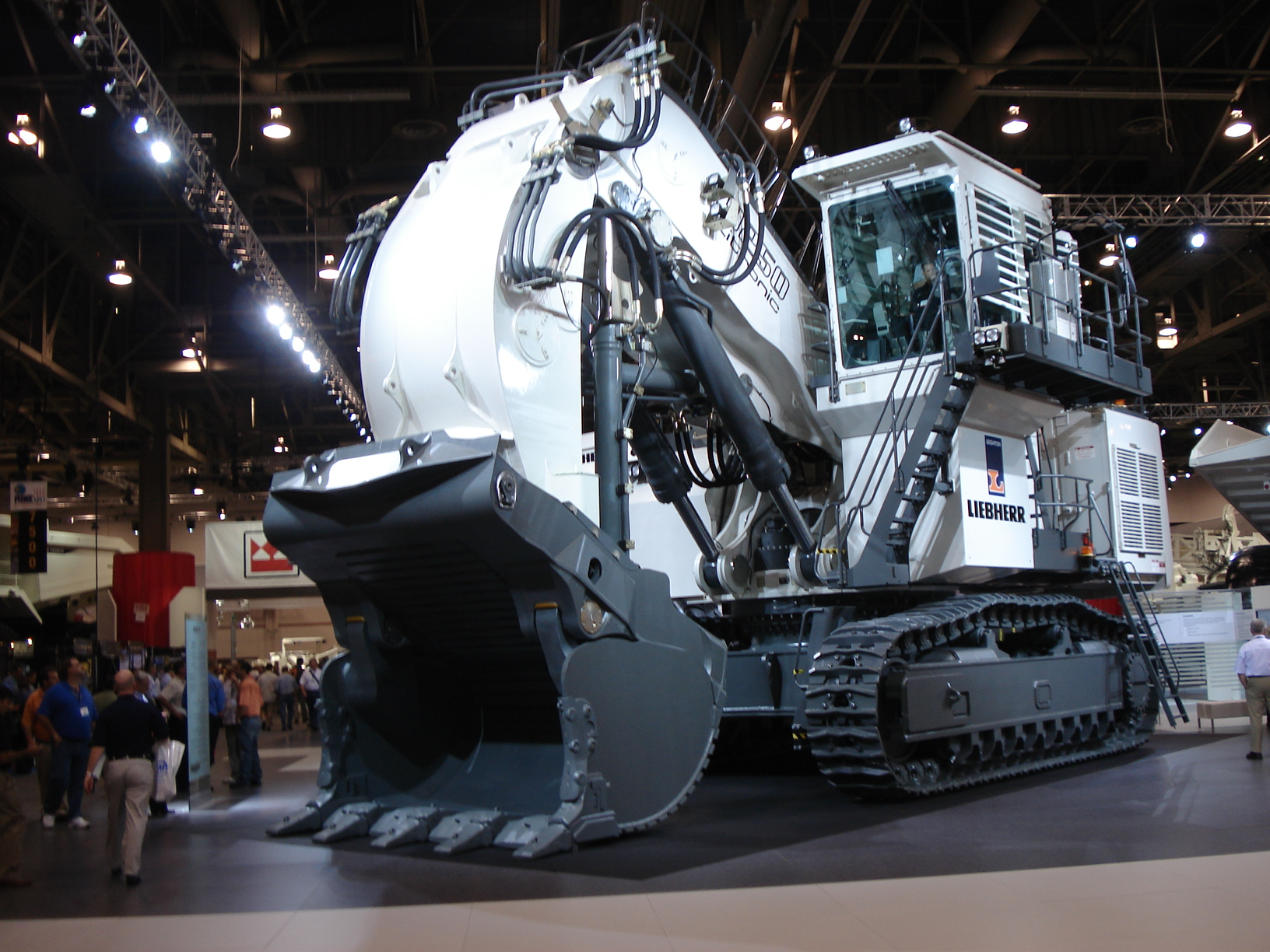
利勃海尔液压挖掘机。
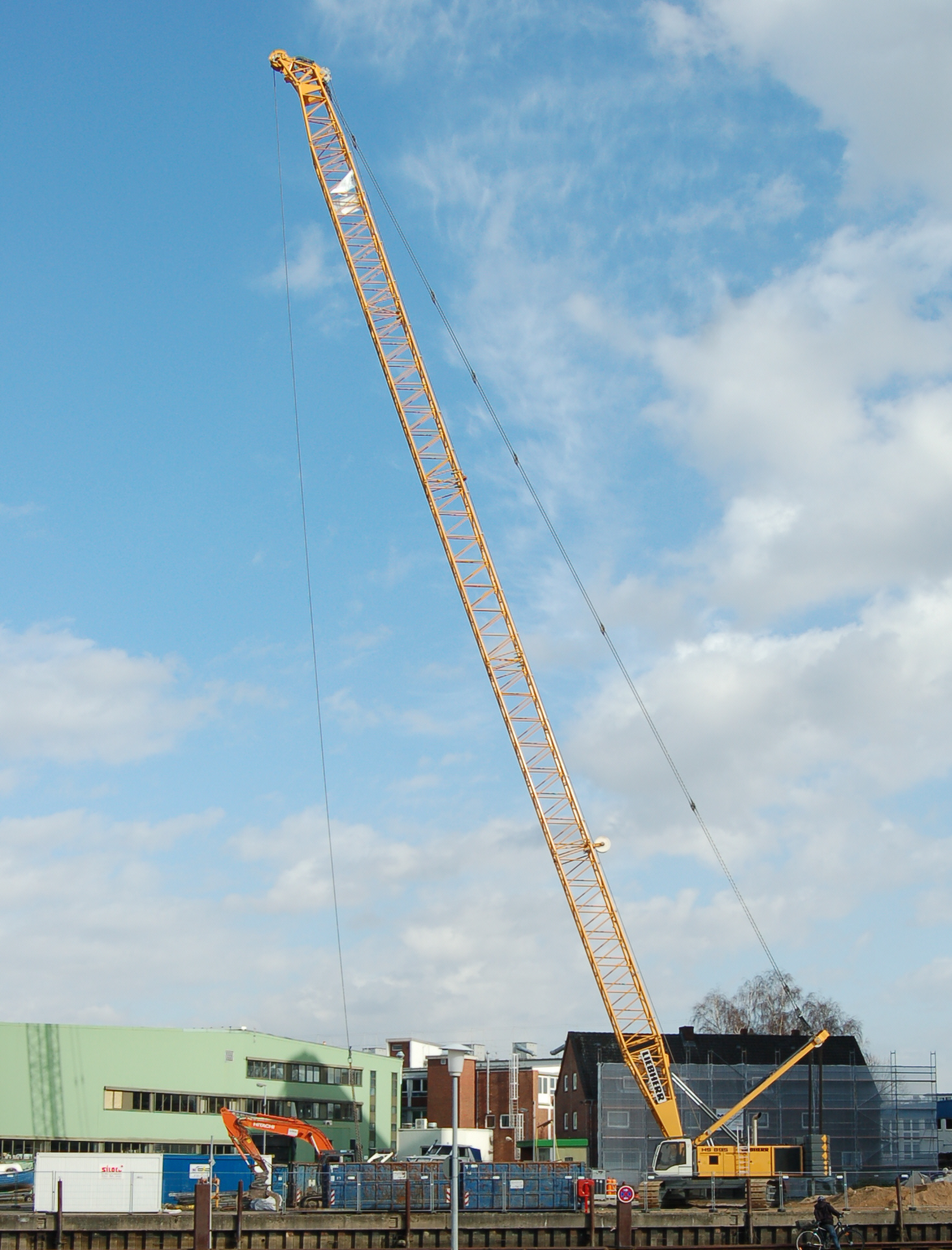
利勃海尔HS 895 Hydroseilbagger
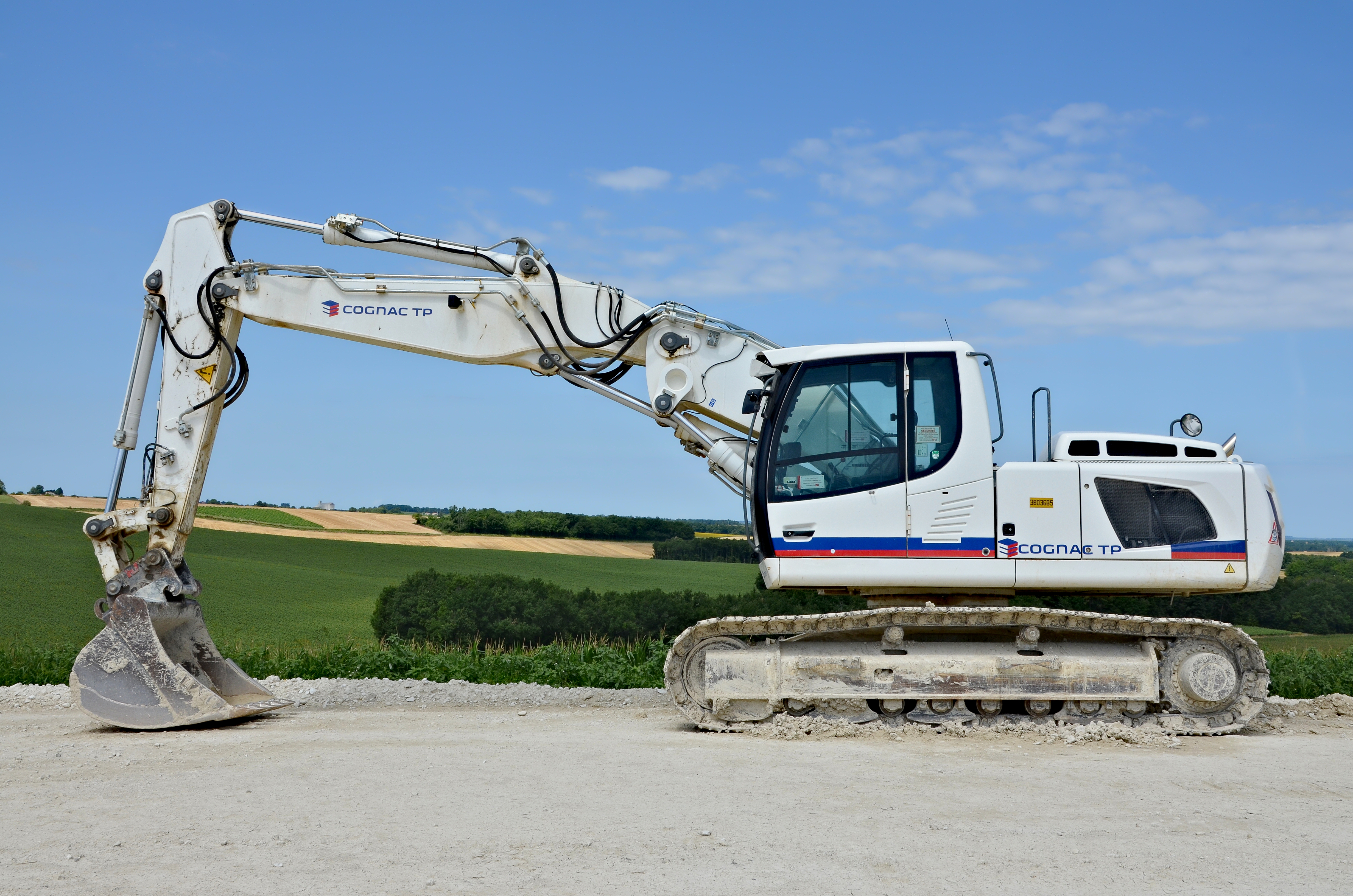
R 926
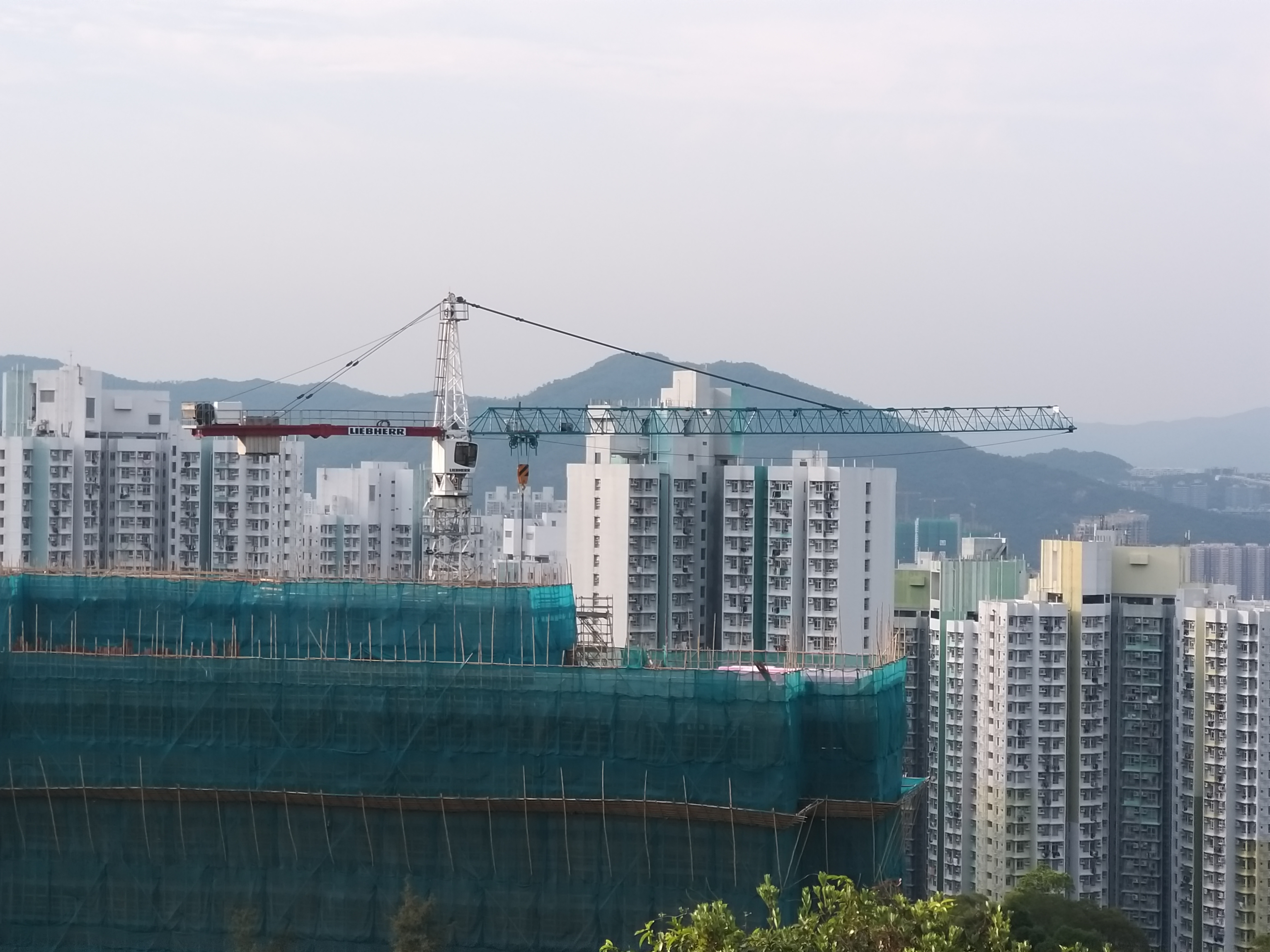
利勃海尔塔式起重機

## 外部連結
- The Liebherr Group（页面存档备份，存于）
- Liebherr Machinery database at www.portvision.eu
- Liebherr family behind bid for Southampton FC（页面存档备份，存于）
- Obituary of Markus Liebherr（页面存档备份，存于）, The Daily Telegraph, 18 Aug 2010.
- Craneception: Watch a Crane Lifting a Crane Lifting a Crane Lifting a Crane（页面存档备份，存于）